# Гіпотеза саморегуляції популяцій
Гіпотеза саморегуляції популяцій: будь-яка популяція здатна сама регулювати свою чисельність так, щоб не підривалися поновлювані ресурси місцепроживання і не вимагалося втручання якихось зовнішніх чинників (наприклад, хижаків або несприятливої погоди). Одним з авторів цієї гіпотези був англійський еколог Д. Чітті (Chitty); в СРСР ці ідеї пропагувалися  С. С. Шварцем та ін.
Саморегуляція здійснюється через «механізми стресу» (гормональні зрушення під впливом нервового збудження гальмують діяльність статевих залоз, змінюються інші фізіолого-біохімічні показники), поведінкові реакції (захист території при зростанні щільності популяції стає все більш скрутною, і витісненні особини змушені мігрувати в менш сприятливі місця, де зростає їх смертність;), генетичні механізми регуляції. На прикладі пенсільванської полівки (Microtus pennsylvanicus) показано, що на піках чисельності домінує генотип з меншою плодовитістю, а в періоди депресій — з більшою (Krebs et al.). Формалізація процесів саморегуляції популяцій задається моделями з запізненням.